# Prosopeia
Prosopeia là một chi chim trong họ Psittacidae.